# Famiglia Dickens
La famiglia Dickens sono i discendenti di John Dickens, il padre del romanziere inglese Charles Dickens. John Dickens era un impiegato della Royal Navy ed ebbe otto figli dal suo matrimonio con Elizabeth Barrow. Il loro secondo figlio era Charles Dickens, i cui discendenti includere la romanziera Monica Dickens, la scrittrice Lucinda Dickens Hawksley e gli attori di Harry Lloyd e Brian Forster.
I membri della famiglia sono:
- John Dickens (1785–1851)

sposò Elizabeth Barrow (1789–1863); otto figli
- Frances (Fanny) Elizabeth Dickens (1810–1848)
- Charles Dickens (1812–1870)

sposò Catherine Hogarth (1815–1879); dieci figli
1. Charles Culliford Boz Dickens (1837–1896), sposò Elizabeth Matilda Moule Evans; otto figli, tra cui
- Mary Angela Dickens (1862– 1948)
- Sydney Margaret Dickens, sposò Thomas Whinney

- Humphrey Whinney

- Michael Humphrey Dickens Whinney (1930)

2. Mary "Mamie" Dickens (1838–1896)
3. Catherine Elizabeth Macready Dickens (1839–1929), sposò in prime nozze Charles Allston Collins e in seconde nozze Charles Edward Perugini
4. Walter Savage Landor Dickens (1841–1863)
5. Francis Jeffrey Dickens (1844–1886)
6. Alfred D'Orsay Tennyson Dickens (1845–1912)
7. Sydney Smith Haldimand Dickens (1847–1872) a Royal Navy officer
8. Henry Fielding Dickens (1849–1933); sposò Marie Roche (1852–1940); sette figli
- Enid Henrietta Dickens (1877–1950) sposò Ernest Bouchier Hawksley (1876–1931)

- Aileen Dickens Bouchier Hawksley (1907–1961) sposò Alan Napier-Clavering

- Jennifer Downing (1932–1993), sposò Peter Forster (1920–1982)

- Brian Forster

- Cyril Dickens Bouchier Hawksley (1909–1976)

- Henry Dickens Bouchier Hawksley

- Lucinda Anne Dickens Hawksley

- Henry Charles Dickens (1878–1966)

- Monica Enid Dickens (1915–1992)

- Gerald Charles Dickens (1879–1962)

- Peter Gerald Charles Dickens (1917–1987)

- Mark Dickens
- Marion Evelyn Dickens

- Harry Lloyd

- David Charles Dickens (1925–2005)

- Gerald Charles Dickens

- Cameron Thomas Charles Dickens

- Philip Charles Dickens (1887–1964)

- Cedric Charles Dickens (1916–2006)

- Cedric Charles Dickens (1889–1916)

9. Dora Annie Dickens (1850–1851)
10. Edward Bulwer Lytton Dickens (1852–1902)
- Alfred Allen Dickens (1813–1813)
- Letitia Dickens (1816–1893), sposò Henry Austin
- Harriet Dickens (1819–1824)
- Frederick Dickens (1820–1868)
- Alfred Lamert Dickens (1822–1860)

- Five children

- Augustus Dickens (1827–1866)

- Bertram, Adrian e Amy Bertha Dickens

Il personaggio di Fred in La bottega dell'antiquario prese ispirazione da Frederick Dickens.